# Бельський канал
Бельський канал (словац. Belský kanál) — меліоративний канал; впадає у канал Ґабчіково-Топольники, протікає в окрузі Дунайська Стреда.
Довжина приблизно 9.8 км. Витік знаходиться в Дунайській рівнині — з Малобельського каналу.
Протікає територією сіл Окоч; Топольники; Дольний Штал та Дольни Бар. Впадає у канал Ґабчіково-Топольники біля села Дольний Штал.